# Angelopteromyia alf
Angelopteromyia alf är en tvåvingeart som beskrevs av Valery Korneyev 2001. Angelopteromyia alf ingår i släktet Angelopteromyia och familjen bredmunsflugor.
Artens utbredningsområde är Kazakstan. Inga underarter finns listade i Catalogue of Life.